# کیریو دمیدوف
کیریو دمیدوف (اوکراینی: Кирило Олександрович Демідов؛ زادهٔ ۱۸ اوت ۱۹۹۶) بازیکن فوتبال اهل اوکراین است.
از باشگاه‌هایی که در آن بازی کرده‌است می‌توان به باشگاه فوتبال متالورگ زاپروژیا اشاره کرد.